# 尹東白
尹東白（？—1601年），字仙舟，號小軒，湖廣德安府应城县人，明朝政治人物。

## 生平
萬曆七年（1579年）己卯科湖廣乡试举人，二十六年（1598年）戊戌科進士，通政司觀政，授行人司行人，擢吏科给事中。二十九年卒。

## 家族
曾祖尹泰。祖父尹思洪。父尹理，嘉靖三十四年舉人，官吉安知县。